# 필립스캥거루쥐
필립스캥거루쥐(Dipodomys phillipsii)는 주머니생쥐과에 속하는 설치류의 일종이다. 멕시코의 토착종이다. 자연 서식지는 뜨거운 사막 지대이다. 학명과 일반명은 이 종의 모식 표본을 포함하여 동물 표본을 대영박물관에 보낸 멕시코 광산 회사 직원이었던 존 필립스(John Phillips)의 이름에서 유래했다.